# Курочка Ряба (витраж)
«Курочка Ряба» — витраж площадью ок. 40 м² работы московского художника Ивана Лубенникова, состоящий из 20 различных по цвету элементов и установленный в 2009 г. на станции парижского метрополитена «Мадлен» (линия 14). Витраж был подарен Московским метрополитеном в ответ на оформленный Парижским метрополитеном лестничный сход в совмещённый вестибюль станций московского метро «Киевская» Кольцевой и Филёвской линий, выполненный в стиле Эктора Гимара.
Парижский метрополитен имеет в своей коллекции произведения искусства, выполненные художниками из других стран. Композиция «Курочка Ряба» отличается тем, что стала олицетворением целой страны, как её видит русский художник Иван Лубенников. Данная работа представляет собой одеяло, сшитое из разных лоскутков, на нём можно увидеть самовар, первый спутник, серп и молот, станцию московского метро, золотые купола с крестами, Кремль, а посередине курицы размещается «Чёрный квадрат» Малевича. Витраж размещен на чёрном фоне, по бокам которого на французском и русском языках рассказывается история курочки Рябы, часть надписи на французском переходит из стены на золотое яйцо. Автор уже имел опыт работы в метро, он принимал участие в оформлении таких станций Московского метрополитена, как «Славянский бульвар», «Сретенский бульвар», «Маяковская». В оформлении станции «Славянский бульвар» Лубенников использовал элементы в стиле «постгимар».